# Fundteilung
Als Fundteilung bezeichnet man eine Regelung, nach der die Hälfte archäologischer Fundstücke in das Land gehen, das die Ausgrabung finanziert und organisiert hat, die andere Hälfte bleibt in dem Land, in dem die Ausgrabung stattfand.
Im späten 19. Jahrhundert und frühen 20. Jahrhundert wurden vom Ägyptischen Staat Lizenzen für Ausgrabungsmissionen erteilt, die von reichen Finanziers (z. B. James Simon, Lord Carnarvon) wahrgenommen und mit Hilfe von professionellen Grabungsleitern (z. B. Ludwig Borchardt, Howard Carter) durchgeführt wurden. Der Ägyptische Staat bekam die eine Hälfte der ausgegrabenen Artefakte, der Finanzier die zweite Hälfte zur freien Verwendung, was den legalen Export aus Ägypten einschloss. Größtenteils befinden sich  Werke aus Fundteilungen heute in europäischen und amerikanischen öffentlichen Sammlungen/Museen.

## Beispiele
- Die Fundteilung in Tell el-Amarna: Die Büste der Nofretete[1] wurde am 6. Dezember 1912 bei einer Grabung im mitteläygptischen Tell el Amarna gefunden.[2] Leiter der Grabungskampagne war der Ägyptologe und Bauforscher Ludwig Borchardt (1863–1938). Bei der anschließenden Fundteilung wurde die Büste der deutschen Seite zugesprochen. Gegen Ende der Grabungskampagne erfolgte – wie bei allen ausländischen Grabungsmissionen üblich – die obligatorische Fundteilung nach den gültigen Statuten der Altertümerverwaltung. Die Teilung der Funde wurde durch den Ägyptologen und zuständigen Grabungskommissar Gustave Lefèbvre durchgeführt. Sie erfolgte in 14 gleichen Teilen – „à moitié exacte“ –, so dass jeder Seite sieben Fundgruppen von ähnlicher Bedeutung zugesprochen wurden. Die Büste der Nofretete wird heute vom Staat Ägypten wieder beansprucht.
- 1924 wurde im Antikengesetz des Irak die Fundteilung festgeschrieben: Alle ausländischen Expeditionen mussten die Hälfte der Ausgrabungsfunde dem neugegründeten Irak-Museum in Bagdad überlassen, dazu zudem alle als einmalig angesehenen Kunstwerke.[3]
- Henri Seyrig (1895–1973) verfasste das vom Hochkommissar für Syrien und Libanon am 7. November 1933 erlassene Antikengesetz sowie dessen Ausführungsbestimmungen (Réglement sur les Antiquités) und schuf Regeln für die Teilung der Funde.
- Die Uruk-Warka-Sammlung Heidelberg besteht vor allem aus Fundstücken, die durch Fundteilung in den 1950er und 1960er Jahren an das orientalische Institut der Universität Heidelberg gelangten.
- Die Torlöwen aus Samʼal im Pergamonmuseum in Berlin wurden bei Ausgrabungen des Orient-Comités 1890/91 gefunden und im Rahmen der damals üblichen Fundteilung wie auch die Büste der Nofretete nach Berlin gebracht.

## Kritik
Es wird debattiert, ob die Fundteilung, die koloniale Besatzungsmächte einführten, heute noch für legales Recht gehalten werden kann. Der Historiker Jürgen Zimmerer argumentiert: „Die Fundteilung ist ein koloniales Recht, die Diebe gaben es sich untereinander. […] Niemand sollte sich auf das Recht der Kolonialmächte von damals berufen. Wir halten ja auch die Enteignungen durch die Nationalsozialisten nicht für legal, obwohl das einst geltendes Recht war.“